# Tour de Grande-Bretagne
Le Tour de Grande-Bretagne (en anglais Tour of Britain) est une course cycliste se déroulant sur plusieurs étapes tout autour de la Grande-Bretagne. L'appellation Tour de Grande-Bretagne date de 2004. Cependant, l'épreuve avait existé entre 1945 et 1999 sous divers noms, dont principalement la Milk Race.
Classée en catégorie 2.1 à la création de l'UCI Europe Tour en 2005, elle est reclassée en catégorie 2.HC à partir de l'édition 2014. En 2020, elle intègre l'UCI ProSeries, le deuxième niveau du cyclisme international.

## Palmarès duCircuit de Bretagne
Nom de l'épreuve :
- 1945 : Victory Marathon
- 1946-1952 : Brighton-Glasgow
- 1953 : Brighton-Newcastle
- 1953-1955 : Circuit de Grande-Bretagne

| Année | Vainqueur        | Deuxième            | Troisième      |
| ----- | ---------------- | ------------------- | -------------- |
| 1945  | Robert Batot     | Geoff Clark         | Dennis Jaggard |
| 1946  | Mike Peers       | Alex Hendry         | Jack Williams  |
| 1947  | George Kessock   | John Raines         | Len West       |
| 1948  | Tom Saunders     | Allan Howard Clarke | Norman Jones   |
| 1949  | Geoff Clark      | George Lander       | Tom Saunders   |
| 1950  | George Lander    | Ken Russell         | Edmond Pierre  |
| 1951  | Ian Greenfield   | Lawry Kitchen       | Bob Dykes      |
| 1952  | Bill Bellamy     | Len Wightman        | Anthony Smith  |
| 1953  | Frank Edwards    | Leslie Gil          | Vivian Bailes  |
| 1954  | Vivian Bailes    | Derek Evans         | Brian Haskell  |
| 1955  | Desmond Robinson | Derek Evans         | Ray Holliday   |

## Les podiums duDaily Express Tour of Britainet de laMilk Race
Longues de plus de 2 400 kilomètres pour certaines éditions dans les années 1960 (2 435 km en 1969), puis d'un kilométrage avoisinant 1 700 à 1800 kilomètres après 1971, parcourus en 12 à 14 étapes, le Tour de Grande-Bretagne organisé par le Daily Express puis le Milk Marketing Board étaient des courses réservées aux coureurs dits "amateurs".

L'épreuve Milk Race a été organisée sans discontinuité de 1958 à 1994. C'était une des principales courses à étapes du calendrier amateur, ouverte aux pays de l'Est européen dès 1961. Elle était disputée selon le principe des équipes nationales.
Nom de l'épreuve :
- 1951-1956 : Tour de Grande-Bretagne
- 1958-1993 : Milk Race

| Année | Vainqueur              | Deuxième              | Troisième                 |
| ----- | ---------------------- | --------------------- | ------------------------- |
| 1951  | Ian Steel              | Alec Taylor           | Ian Greenfield            |
| 1952  | Keith Russel           | Leslie Scale          | Bob Maitland              |
| 1953  | Gordon Thomas          | Leslie Scale          | John Pottier              |
| 1954  | Eugène Tamburlini      | Brian Robinson        | Dave Bedwell              |
| 1955  | Tony Hewson            | Ken Mitchell          | Richard Bartrop           |
| 1956  | Richard McNeil         | Gil Taylor            | Ron Killey                |
| 1957  | Pas de course          | Pas de course         | Pas de course             |
| 1958  | Richard Durlacher      | William Bradley       | Alfons Sweeck             |
| 1959  | William Bradley        | John Geddes           | Constant Dekeyser         |
| 1960  | William Bradley        | William Holmes        | Owe Adamsson              |
| 1961  | William Holmes         | José Maria Uribezubia | Warwick Dalton            |
| 1962  | Eugeniusz Pokorny      | William Holmes        | Alfred J. Hinds           |
| 1963  | Peter Chisman          | Constantin Dumitrescu | Ramon Goyeneche           |
| 1964  | Arthur Metcalfe        | Vicente López Carril  | Terry West                |
| 1965  | Leslie West            | Janusz Janiak         | John Bettinson            |
| 1966  | Józef Gawliczek        | Stanislav Chepel      | Peter Abt                 |
| 1967  | Leslie West            | David Rollinson       | Stanislaw Demel           |
| 1968  | Gösta Pettersson       | Vladimir Sokolov      | Peter Doyle               |
| 1969  | Fedor den Hertog       | Popke Oosterhof       | Peter Buckley             |
| 1970  | Jiří Mainuš            | Jozef Mikolaczik      | Mathieu De Konig          |
| 1971  | Fedor den Hertog       | Marcel Duchemin       | Josef Fuchs               |
| 1972  | Hennie Kuiper          | Marcel Duchemin       | Jerzy Zwirko              |
| 1973  | Piet van Katwijk       | Bernt Johansson       | Fedor den Hertog          |
| 1974  | Roy Schuiten           | Ryszard Szurkowski    | Tord Filipsson            |
| 1975  | Bernt Johansson        | Vladimir Vondracek    | Tord Filipsson            |
| 1976  | Bill Nickson           | Joe Waugh             | Sven-Åke Nilsson          |
| 1977  | Saïd Gusseïnov         | Alf Segersäll         | Paul Carbutt              |
| 1978  | Jan Brzezny            | Lennart Fagerlund     | Bob Downs                 |
| 1979  | Youri Kachirine        | Janusz Pozak          | Hynek Dvoracek            |
| 1980  | Ivan Mitchenko         | Ramazan Galaletdinov  | Sergueï Soukhoroutchenkov |
| 1981  | Sergei Krivocheev      | Andreï Vedernikov     | Zbigniew Szczepkowski     |
| 1982  | Youri Kachirine        | Oleg Logvine          | Oleh Petrovich Chuzhda    |
| 1983  | Matt Eaton             | Stefan Brykt          | Malcolm Elliott           |
| 1984  | Oleh Petrovich Chuzhda | Stefan Brykt          | Kjell Nilsson             |
| 1985  | Eric Van Lancker       | Roy Knickman          | Paul Watson               |
| 1986  | Joey McLoughlin        | Malcolm Elliott       | Shane Sutton              |
| 1987  | Malcolm Elliott        | Alexandre Zinoviev    | Miroslav Sýkora           |
| 1988  | Vasyl Zhdanov          | Peter Prykryl         | Steve Jones               |
| 1989  | Brian Walton           | Keith Reynolds        | Olaf Lurvik               |
| 1990  | Shane Sutton           | Rob Holden            | Miroslav Vašiček          |
| 1991  | Chris Walker           | Simeon Hampsall       | Keith Reynolds            |
| 1992  | Henry Conor            | Willy Willems         | Peter Verbeken            |
| 1993  | Chris Lillywhite       | Ole Sigurd Simensen   | Daniel Kovar              |

## Palmarès duKellogg's Tour
| Année | Vainqueur           | Deuxième           | Troisième          |
| ----- | ------------------- | ------------------ | ------------------ |
| 1987  | Joey McLoughlin     | Steven Rooks       | Sergio Finazzi     |
| 1988  | Malcolm Elliott     | Joey McLoughlin    | Sean Kelly         |
| 1989  | Robert Millar       | Mauro Gianetti     | Remig Stumpf       |
| 1990  | Michel Dernies      | Robert Millar      | Maurizio Fondriest |
| 1991  | Phil Anderson       | Rudy Verdonck      | Heinz Imboden      |
| 1992  | Maximilian Sciandri | Adrie van der Poel | Hendrik Redant     |
| 1993  | Phil Anderson       | Wladimir Belli     | Bo André Namtvedt  |
| 1994  | Maurizio Fondriest  | Viatcheslav Ekimov | Olaf Ludwig        |

## Palmarès duPrudential Tour
| Année | Vainqueur      | Deuxième       | Troisième          |
| ----- | -------------- | -------------- | ------------------ |
| 1998  | Stuart O'Grady | Chris Boardman | Dariusz Baranowski |
| 1999  | Marc Wauters   | Benoit Joachim | Bjørnar Vestøl     |

## Palmarès duTour de Grande-Bretagne
| Année | Vainqueur                                            | Deuxième                                             | Troisième                                            |
| ----- | ---------------------------------------------------- | ---------------------------------------------------- | ---------------------------------------------------- |
| 2004  | Mauricio Ardila                                      | Julian Dean                                          | Nick Nuyens                                          |
| 2005  | Nick Nuyens                                          | Michael Blaudzun                                     | Javier Cherro                                        |
| 2006  | Martin Pedersen                                      | Luis Pasamontes                                      | Filippo Pozzato                                      |
| 2007  | Romain Feillu                                        | Adrián Palomares                                     | Luke Roberts                                         |
| 2008  | Geoffroy Lequatre                                    | Steve Cummings                                       | Ian Stannard                                         |
| 2009  | Edvald Boasson Hagen                                 | Christopher Sutton                                   | Martin Reimer                                        |
| 2010  | Michael Albasini                                     | Borut Božič                                          | Gregory Henderson                                    |
| 2011  | Lars Boom                                            | Steve Cummings                                       | Jan Bárta                                            |
| 2012  | Nathan Haas,                                         | Damiano Caruso                                       | Leigh Howard                                         |
| 2013  | Bradley Wiggins                                      | Martin Elmiger                                       | Simon Yates                                          |
| 2014  | Dylan van Baarle                                     | Michał Kwiatkowski                                   | Bradley Wiggins                                      |
| 2015  | Edvald Boasson Hagen                                 | Wout Poels                                           | Owain Doull                                          |
| 2016  | Steve Cummings                                       | Rohan Dennis                                         | Tom Dumoulin                                         |
| 2017  | Lars Boom                                            | Edvald Boasson Hagen                                 | Stefan Küng                                          |
| 2018  | Julian Alaphilippe                                   | Wout Poels                                           | Primož Roglič                                        |
| 2019  | Mathieu van der Poel                                 | Matteo Trentin                                       | Jasper De Buyst                                      |
| 2020  | Édition annulée en raison de la pandémie de Covid-19 | Édition annulée en raison de la pandémie de Covid-19 | Édition annulée en raison de la pandémie de Covid-19 |
| 2021  | Wout van Aert                                        | Ethan Hayter                                         | Julian Alaphilippe                                   |
| 2022  | Gonzalo Serrano                                      | Tom Pidcock                                          | Omar Fraile                                          |
| 2023  | Wout van Aert                                        | Tobias Halland Johannessen                           | Damien Howson                                        |
| 2024  | Stephen Williams                                     | Oscar Onley                                          | Tom Donnenwirth                                      |